# Бархатная книга
«Ба́рхатная кни́га» — родословная книга наиболее знатных боярских и дворянских фамилий царской России, ценный источник по генеалогии русских княжеских и дворянских родов.
Составлена в 1687 году в связи с отменой местничества (1682) и после прекращения составления разрядных книг.
В Бархатную книгу включены: «Государев родословец» (1555—1556), состоящий преимущественно из родословных записей Рюриковичей и Гедиминовичей (царский, княжеские, боярские роды), а также материалы за вторую половину XVI—XVII веков из родословных росписей, поданных представителями этих фамилий (1682—1687).
Поскольку было модно прослеживать свою родословную до иностранного иммигранта, изобилуют всевозможные фантастические генеалогии.  

## История создания Бархатной книги
В соответствии с указом (12 января 1682) для выполнения работ по составлению родословных книг, при Разрядном приказе была образована родословная комиссия, впоследствии получившая название Палата родословных дел (в дальнейшем — ПРД). Приказ возглавил князь Владимир Дмитриевич Долгоруков и думный дьяк В. Г. Семёнов. Позже, исходя из помет имеющихся на росписях, родословными работами по составлению БК занимались: окольничий И. А. Желябужский, дьяки П. Ф. Оловянников и Л. А. Домнин, а в 1690-е годы в работах принимали участие боярин Т. Н. Стрешнев и дьяки И. Кобяков и М. Гуляев.
Предполагалось составить четыре новые родословные книги:
- Первая книга предназначалась для родов, представители которых находились в Думе или когда-либо достигали думных чинов. Сюда же должны были быть внесены «старые и честные роды», предки которых занимали высшее военно-административные должности со времен Ивана IV Грозного, о чём имелись «явные свидетельства»;
- Вторая книга для родов, представители которых также занимали высшее военно-административные должности или служили по выбору, но со времен царствования Михаила Федоровича и для них требовались «свидетельства»;
- Третья книга предназначалась для основной массы городского дворянства, числившихся «в середних и в меньших статьях» десятен. О свидетельствах для таких фамилий указ ничего не говорил;
- Четвертая книга родословная книга предназначалась для родов, представители которых «из нижних чинов за службы отцов своих или за свои написаны в московские чины». О «свидетельствах» указ также ничего не говорил[4].

Весной (1682), в связи с кончиной царя Федора Алексеевича, родословные работы были приостановлены и только на рубеже (1685—1686) они были возобновлены. Действия приказных в основном сводились к приёму росписей и документов, их копирования, распределения внутри книг и урегулирования спорных вопросов. Летом 1688 года приказными были завершены работы по пополнению Государева родословца, то есть создания Бархатной книги и составления дополнительной родословной книги (вторая часть БК), включавшей в себя родословия наиболее знатных семей, не попавших в первую книгу. По окончании этой работы, (осень 1688) деятельность ПРД была приостановлена, а отдельные её функции перешли Разрядному приказу. В общей сложности, в ПРД и Разрядный приказ было подано около 630 родословных росписей от порядка 560 служилых семей.
Что касается второй родословной книги, то ещё (1741) в Герольдмейстерской конторе обратили внимание на упоминание о её составлении. В Канцелярию Московских герольдических дел были посланы соответствующий запрос и копия предисловия Бархатной книги с указанием дьяческих помет, имеющихся в подлиннике. В ответ на запрос, из герольдии были присланы копии двух докладных выписок (июня 1687). Относительно же второй книги в доношении сообщалось, что «у розрядных дел по разбору… других особых родословных книг и указов… не имеется». Тем не менее, для отыскания в неразобранных делах Разряда второй родословной книги и других документов, из Герольдмейстерской конторы в Москву специально был откомандирован канцелярист. Однако книга и интересующие контору документы найдены так и не были.
Несмотря на многочисленные дополнения, в «Бархатную книгу» вошли далеко не все знаменитые и древнейшие русские роды. При сличении списка поданных родословий с «Алфавитным указателем фамилий и лиц, упоминаемых в Боярских книгах» выясняется, что практически все родословные были поданы представителями столичного дворянства. Вместе с тем, число фамилий, подавших росписи далеко не полностью отражает состав столичного дворянства 80-х годов XVII века. Более 350 семей, представители которых служили при дворе в период деятельности Палаты родословных дел, своих родословий не подали.
В Разрядном приказе велось около 15 дел (1689—1707), связанных с приобщением к ранее поданным росписям отдельных документов, разрешением некоторым семьям писаться двойными фамильными прозваниями, продолжение ряда спорных дел для внесения в БК.
В (февраль 1719) Бархатную книгу переслали в С-Петербург: «…. по указу великого государя взято в Санкт-Питербурх в канцелярию Правительствующего Сената родословная 190-го (1682) да боярская книга 200-го годов…».
«Бархатная книга» была издана Н. И. Новиковым под названием «Родословная книга князей и дворян российских и выезжих» (1787) и является ценным документом для генеалогических исследований. При этом Бархатная книга, напечатанная Новиковым, как объявил издатель на заглавном листе, воспроизводилась не по подлиннику, а по «самовернейшим спискам, из которых иные писаны старинным, а другие новым письмом, из коих наиболее заслуживал вероятие сообщенный мне от покойного господина действительного статского советника … Ф. И. Миллера».